# Eustrotia concava
Eustrotia concava är en fjärilsart som beskrevs av Dyar 1920. Eustrotia concava ingår i släktet Eustrotia och familjen nattflyn. Inga underarter finns listade i Catalogue of Life.